# Peter Pfisterer
Peter Pfisterer (* 13. Januar 1892 in Leutershausen an der Bergstraße; † 12. Juli 1961 ebenda) war ein deutscher Landwirt.
Pfisterer war Tabakbauer in Leutershausen und Vorsitzender des örtlichen Tabakbauvereins. Er gehörte 1946 als Vertreter der Landwirte der Vorläufigen Volksvertretung von Württemberg-Baden an.